# Odontophrynus cordobae
The Escuercito (Odontophrynus cordobae) là một loài ếch trong họ Leptodactylidae. Chúng là loài đặc hữu của Argentina.
Các môi trường sống tự nhiên của chúng là các khu rừng vùng núi ẩm nhiệt đới hoặc cận nhiệt đới, vùng đất ẩm có cây bụi nhiệt đới hoặc cận nhiệt đới, đồng cỏ ở cao nhiệt đới hoặc cận nhiệt đới, sông, vùng nhiều đá, vùng đồng cỏ, các khu rừng trước đây bị suy thoái nặng nề, và đất nông nghiệp có lụt theo mùa. Loài này đang bị đe dọa do mất môi trường sống.